# Felidae (Film)
Felidae ist ein deutscher Zeichentrickfilm aus dem Jahr 1994 von Regisseur Michael Schaack. Der Film basiert auf dem gleichnamigen Roman von Akif Pirinçci aus dem Jahr 1989.

## Inhalt
Der intelligente und zynische Kater Francis zieht mit seinem Herrchen, dem gescheiterten Schriftsteller Gustav Löbel, in ein verfallenes, düsteres Haus. Dieses besteht aus drei Stockwerken, von denen das oberste einen mysteriösen, an Chemikalien erinnernden Geruch verströmt. Auf seiner ersten Erkundungstour entdeckt er einen durch gezielten Genickbiss getöteten Artgenossen. Dabei trifft Francis auch auf Blaubart, einen verstümmelten, einäugigen Maine-Coon-Kater, der häufig flucht und zum engsten Verbündeten Francis’ wird.
Bald wird die nächste Leiche aufgefunden und Francis entdeckt, dass im obersten Stock seines neuen Heims eine Katzensekte sich unter der Leitung eines großen weißen Katers namens Joker in eine Elektromaschine schmeißt und dabei einen gewissen Claudandus anbetet. Als diese Francis bemerken, jagen sie ihn über die Dächer der Stadt. Er kann sich in ein Dachfenster retten und trifft auf eine blinde Katze namens Felicitas, die ihm einige wichtige Informationen über die Claudandus-Sekte liefert. Blaubart findet Francis und führt ihn daraufhin zu Pascal, einem alten Kater, der sich den Umgang mit Computern angeeignet hat und akribisch die Todesfälle im Revier auflistet, denn schon lange werden Katzen in dieser Gegend ermordet. Das nächste Opfer ist Felicitas. Im Schlaf wird Francis von einem Alptraum heimgesucht, in dem auch der berühmte Pater und Erbanlagenforscher Gregor Johann Mendel ihm Rätsel hinterlässt.
Später erfährt Francis, dass es einst im obersten Stockwerk seines neuen Hauses ein Versuchslabor gegeben hat, in dem nach Fibrinkleber geforscht wurde, einem Gewebekleber, der Wunden im Nu verschließen sollte. Die Versuchstiere waren Katzen, hauptsächlich Streuner. Die Experimente jedoch schlugen jedes Mal fehl und die Tiere verbluteten elendig oder wurden sofort eingeschläfert. Der einzige Kater, bei dem das Mittel anschlägt, ist der den Laboranten zugelaufene Streuner, den man daraufhin „Claudandus“ tauft, was auf Latein ungefähr „einer, der geschlossen werden muss oder soll“ bedeutet. An dem jedoch operierte der Professor Julius Preterius immer weiter herum, bis das Tier es nicht mehr aushielt und den mittlerweile verrückt gewordenen Wissenschaftler tötete. In die Legende ging Claudandus als Märtyrer ein, den die mysteriöse Katzensekte verehrt. Das Labor wurde geschlossen, die übrigen Versuchstiere entkamen.
Nach und nach wird Francis klar, dass sich dieser Märtyrer noch immer unmittelbar in seiner Nachbarschaft befinden muss. Er findet heraus, dass es sich um Pascal handelt. Francis sucht diesen auf und erfährt den Grund für sein brutales Vorgehen: Pascal hatte Preterius getötet, wurde von dessen Assistenten Ziebold aufgenommen und erlernte Mendels Genetikregeln der Vererbung. Damit sah er die große Möglichkeit, eine Katzenrasse zu schaffen, die den wilden Vorfahren der Hauskatze entsprechen sollte und wegen seines Hasses auf die Menschheit diese ein für alle Mal ausrotten sollte. Die ermordeten Katzen, darunter jetzt auch Joker, waren nur wertlose Hindernisse für Pascal, die sich mit den Weibchen der von ihm auserkorenen Herrscherrasse paaren wollten. Pascal weiß, dass er bald an Darmkrebs sterben wird und sieht in Francis einen hervorragenden Nachfolger dieser neuen und mächtigen Felidae. Dieser aber will Pascal nicht folgen und beschließt stattdessen, ihn zu vernichten. Dabei fällt der Computer mit der Totenliste zu Boden und entfacht ein Feuer. Bei dem Kampf, in dem auch Francis schwer verletzt wird, schlitzt er Pascal den Bauch auf und lässt dessen Leiche in dem brennenden Haus zurück. Am Ende kann er sich und den von Pascal schwer verletzten Blaubart in letzter Sekunde retten.

## Produktion und Veröffentlichung
Der Film wurde unter der Regie von Michael Schaack nach einem Drehbuch von Martin Kluger produziert. Die Produktion kostete etwa 15 Millionen Mark.
Am 3. November 1994 kam der Film in die deutschen Kinos. Er wurde außerdem auf VHS und später DVD veröffentlicht. 1996 folgte eine Ausstrahlung im Bezahlfernsehen bei Premiere, ab 1999 wurde der Film mehrmals frei empfangbar gesendet. 1994 erschien eine Soundtrack-CD mit 16 Titeln. Der Titelsong Felidae wurde von Boy George gesungen und von ihm zusammen mit John Themis geschrieben.
Der Film wurde auch in der Schweiz und Spanien im Kino gezeigt. Felidae wurde ebenfalls ins Englische übersetzt und ist auf Spanisch bei Buena Vista Entertainment erschienen.

## Synchronisation
| Rolle               | Deutscher Sprecher       |
| ------------------- | ------------------------ |
| Francis             | Ulrich Tukur             |
| Blaubart            | Mario Adorf              |
| Jesaja              | Helge Schneider          |
| Pascal/Claudandus   | Klaus Maria Brandauer    |
| Felicitas           | Mona Seefried            |
| Archie              | Uwe Ochsenknecht         |
| Joker               | Ulrich Wildgruber        |
| Gustav              | Manfred Steffen          |
| Preterius           | Gerhard Garbers          |
| Kong                | Wolfgang Hess            |
| Nhozemphtekh        | Michaela Amler           |
| Mendel              | Christian Schneller      |
| Hermann und Hermann | Tobias Lelle, Frank Röth |

## Soundtrack
Die Filmmusik von Anne Dudley erschien mit dem Titelsong von Boy George 1994 bei Polygram.

### Titelliste
| #  | Titel                       | Laufzeit |
| -- | --------------------------- | -------- |
| 1  | Felidae (Title Song)        | 4:48     |
| 2  | Main Theme From Felidae     | 2:15     |
| 3  | Bluebeard - And Archie!     | 1:33     |
| 4  | Kong And His Cronies        | 2:17     |
| 5  | Celebrating The Black Mass  | 6:04     |
| 6  | Felicitas                   | 1:57     |
| 7  | Pascal - The Enigma         | 1:45     |
| 8  | Mendel’s Waltz              | 2:45     |
| 9  | Blood Sport                 | 2:26     |
| 10 | A Gruesome Encounter        | 4:11     |
| 11 | Catacombs Of Doom           | 1:05     |
| 12 | The Egyptian Dream          | 1:26     |
| 13 | Seductive Nhozemphtekh      | 1:36     |
| 14 | In The Snow                 | 1:21     |
| 15 | The Riddle Falls Into Place | 5:11     |
| 16 | I Am Claudandus             | 5:04     |

## Unterschiede zur Romanvorlage
Der Film hat eine Reihe Unterschiede zu Akif Pirinçcis Romanvorlage, die oft mit dem Aufbau eines Films zu tun haben. Da der Zuschauer nicht Francis’ Gedanken lesen kann, der Leser hingegen oftmals, muss Blaubart im Film häufiger auftreten, sodass der Zuschauer (wie in diesem Fall auch Blaubart) durch die Erklärungen Francis’ an dessen Gedankengängen teilhaben kann.
| Im Roman                                                                                | Im Film |
| --------------------------------------------------------------------------------------- | --- |
| Francis liest das Buch über die antike Felidae alleine.                                 | Francis und Blaubart lesen das Buch gemeinsam.                                                                      |
| Francis wird durch ein Tagebuch über die Machenschaften des Prof. Preterius informiert. | Francis fährt versehentlich einen Fernsehapparat hoch und ein Videotagebuch klärt ihn über das Labor auf.           |
| Blaubart ist eine Nebenperson.                                                          | Blaubart tritt weit öfter auf, sodass der Zuschauer durch Francis Erzählungen über dessen Gedanken informiert wird. |
| Francis sieht Felicitas’ „Dosenöffner“.                                                 | Felicitas’ Herrchen tritt nicht auf, Francis und Felicitas sind alleine.                                            |
| Francis besucht den Totenwächter Jesaja allein.                                         | Francis und Blaubart besuchen Jesaja gemeinsam.                                                                     |
| Francis schlitzt Claudandus die Kehle auf.                                              | Francis schlitzt Claudandus den Bauch auf.                                                                          |

## Kritik
„Bei allem Bemühen um Ernsthaftigkeit, Atmosphäre und ambitionierte Gestaltung wirkt der Film verkrampft, so dass der angestrebte Naturalismus in der Figurenzeichnung nie eingelöst wird. In vielen Szenen zu gewalttätig und drastisch.“

„Bei aller Bildgewalt muss man jedoch sagen, dass ‚Felidae‘ seinen Anspruch differenzierter Charakterzeichnung nur bedingt einlöst. Lediglich Francis erscheint in seiner leicht blasierten Art ansprechend individualisiert. Überhaupt stünde eine längere Laufzeit dem ambitionierten Anliegen des Films gut zu Gesicht. Geradezu aufgesetzt wirkt das abstruse Sonnenschein-Ende, das völlig mit der ästhetischen und emotionalen Linie des Films bricht – das hätte man sich sparen müssen.“

„Für deutsche Verhältnisse ist ‚Felidae‘ […] ein spannendes und gelungenes Experiment, versuchte man doch dabei abseits von Walt Disney und dessen Monopol auf diese Genre etwas Eigenes zu kreieren. Optisch kann ‚Felidae‘ im direkten Vergleich dabei fast gänzlich mithalten, die einfallsreiche und verruchte Story macht zudem vieles wett. […] Besonders bei der Inszenierung der vielen unterschiedlichen Katzencharaktere wurde ganze Arbeit geleistet. Sie sind liebevoll in Szene gesetzt und werden so glanzvoller und vielschichtiger Mittelpunkt einer spannenden Story. Mit ‚Felidae‘ kommt ein kreativer Zeichentrick-Krimi aus deutschen Landen, der sich vor der internationalen Konkurrenz nicht verstecken braucht. Ein Film, der sich hierzulande zum Klassiker mausern konnte und den Genre-Fans kennen sollten.“